# 라디오 고해소 비밀번호 1053
라디오 고해소 비밀번호 1053은 대한민국의 라디오 채널 Cpbc FM에서 월~토요일 오후 12시부터 오전 1시까지 방송되는 비밀고민 상담 전문 라디오 프로그램이다.

## 프로그램 소개
가톨릭의 고해성사를 컨셉으로 한 익명보장 비밀고백 프로그램이며, DJ(가톨릭 사제)와 청취자가 모두 익명이다.

## 역대 방송시간
| 방송 채널 | 방송 기간                      | 방송 시간                      |
| --------- | ------------------------------ | ------------------------------ |
| Cpbc FM   | 2019년 12월 2일~2022년 7월 3일 | 매일 오후 12:00~오전 1:00      |
| Cpbc FM   | 2022년 7월 4일~                | 월~토요일 오후 12:00~오전 1:00 |

## 역대 DJ
- 제1대 DJ: Fr. 김영훈 베드로(2019년 12월 2일~2021년 10월 17일)
- 제2대 DJ: 비밀 신부(2021년 10월 18일~)

## 같이 보기
관련 항목
- 비밀고민 상담

방송 프로그램
- KBS 뉴스특보(KBS 보도본부 제작)
- 해피선데이(KBS 예능본부 제작)
- 감성다큐 미지수(KBS 2TV)
- 과학다큐 비욘드, 자이언트 펭TV(EBS 1TV)
- 히어로 써클(EBS·스튜디오 티앤티 공동 제작)
- MBC 뉴스특보(MBC 보도본부 제작)
- 실화탐사대(MBC TV)
- SBS 뉴스특보, 그것이 알고싶다, 궁금한 이야기 Y, 신발 벗고 돌싱포맨, SBS 뉴스 이슈진단(SBS TV)
- MBN 뉴스특보(MBN)
- 이것은 실화다(TV조선)
- 천일야사, 채널A 뉴스특보(채널A)
- YTN 뉴스특보(YTN)
- 연합뉴스TV 뉴스특보(연합뉴스TV)
- 아르곤(tvN)
- 진격의 언니들(채널S)
- 정선희, 문천식의 지금은 라디오 시대, 손에 잡히는 경제, 두시만세, 배순탁의 B side, 문화야 놀자, 출발 주말세상 차미연입니다, 모두의 퀴즈생활 서유리입니다, 주말엔 나비인가봐, 마음연구소(MBC 표준FM)